# Villa romana del Varignano
La villa romana del Varignano è una residenza padronale e residenziale d'epoca romana presso la zona del Varignano Vecchio, nella frazione delle Grazie a Portovenere, in provincia della Spezia.
L’area archeologica della Villa romana del Varignano conserva il frantoio oleario più antico della Liguria.
Il luogo è anche sede del relativo museo archeologico.

## Storia e descrizione
La Villa romana, inserita in un contesto paesaggistico-ambientale di notevole pregio al fondo di un’insenatura protetta, fa parte di un sistema di approdi e proprietà terriere (fundi) realizzato dai Romani nell’ampio golfo della Spezia e correlato al vicino porto di Luna (portus Lunae).

La villa era parte integrante di un fondo agricolo di circa 30.000 metri quadrati coltivato a oliveto, forse anche con zone boschive e di pascolo.
È stata avanzata l'ipotesi che la villa corrisponda a quella menzionata dallo scrittore romano Varrone che scrive di “una villa perfetta che sorge nell’insenatura ben riparata”.
Scavi condotti dal 1967 al 1986 hanno portato alla luce un complesso tardo repubblicano, situato in una posizione particolarmente felice: situata al fondo di una piccola valle ricca di acque, la villa è prospiciente il mare, circondata da un fundus coltivato a oliveto, forse anche con zone boschive e di pascolo.
Lo sviluppo attualmente visibile si data al 90-80 a.C. in epoca sillana, ma una struttura precedente, della fine del II secolo a.C., della quale ad oggi sono stati individuati sette ambienti con decorazioni parietali e pavimenti di pregio, testimonia una fase di vita più antica. 
Come ogni villa romana, anche questa era costituita da un edificio destinato alla residenza del proprietario collegato ad un'area dedicata all'attività agricola, in questo caso prettamente legata alla produzione e alla lavorazione dell'olio d'oliva.  Il quartiere padronale - pars urbana (1320 m²) - e la zona produttiva - pars fructuaria (1760 m²) - sono qui separate da una corte (4800 m²) che fungeva a luogo delle lavorazioni del torcularium (frantoio per olio).
Il complesso era anche dotato di una darsena privata che consentiva diretti collegamenti marittimi con le altre località del golfo e con la vicina Luni.
Gli appartamenti del dominus erano concepiti lungo uno sviluppo orizzontale, con scenografico porticato aperto sul mare, atri pavimentati a mosaico e ambienti per il soggiorno e per il riposo notturno. 
L'impianto per la lavorazione dell'olio, organizzato secondo i precetti del De agricultura di Catone, era costituito da due torchi per la spremitura, vasche di decantazione e una cella olearia a cielo aperto che doveva contenere almeno cinquanta giare. L'impianto rimase attivo fino al I secolo d.C..
È da questo periodo infatti che l'area del fattore (vilicus) subì una significativa trasformazione architettonica, dagli archeologi definita per l'appunto seconda fase: fu realizzato un impianto termale privato (balneum), dotato di ambienti riscaldati e di vasche per bagni caldi e freddi. 
A questo scopo, per disporre della necessaria riserva d'acqua, fu costruita una cisterna intonacata con malta idraulica a due navate con soffitto a volta, particolare questo considerato pressoché unico nel suo genere rispetto ad analoghi edifici romani dell'Italia settentrionale.
Cessata l'attività collegata alla produzione di olio, la stessa residenza romana fu comunque frequentata fino agli inizi del VI secolo.
Alla fine del X secolo i monaci olivetani cominciano a coltivare quelle terre ed i ruderi della villa vengono utilizzati per terrazzamenti: viene impiantato di nuovo l’uliveto, ma anche vigneti e orti.

Nel corso dei XVII e XVIII secolo vengono costruiti i tre casali agricoli e la grande cisterna rimasta sempre affiorante viene adibita a deposito di attrezzi e animali.

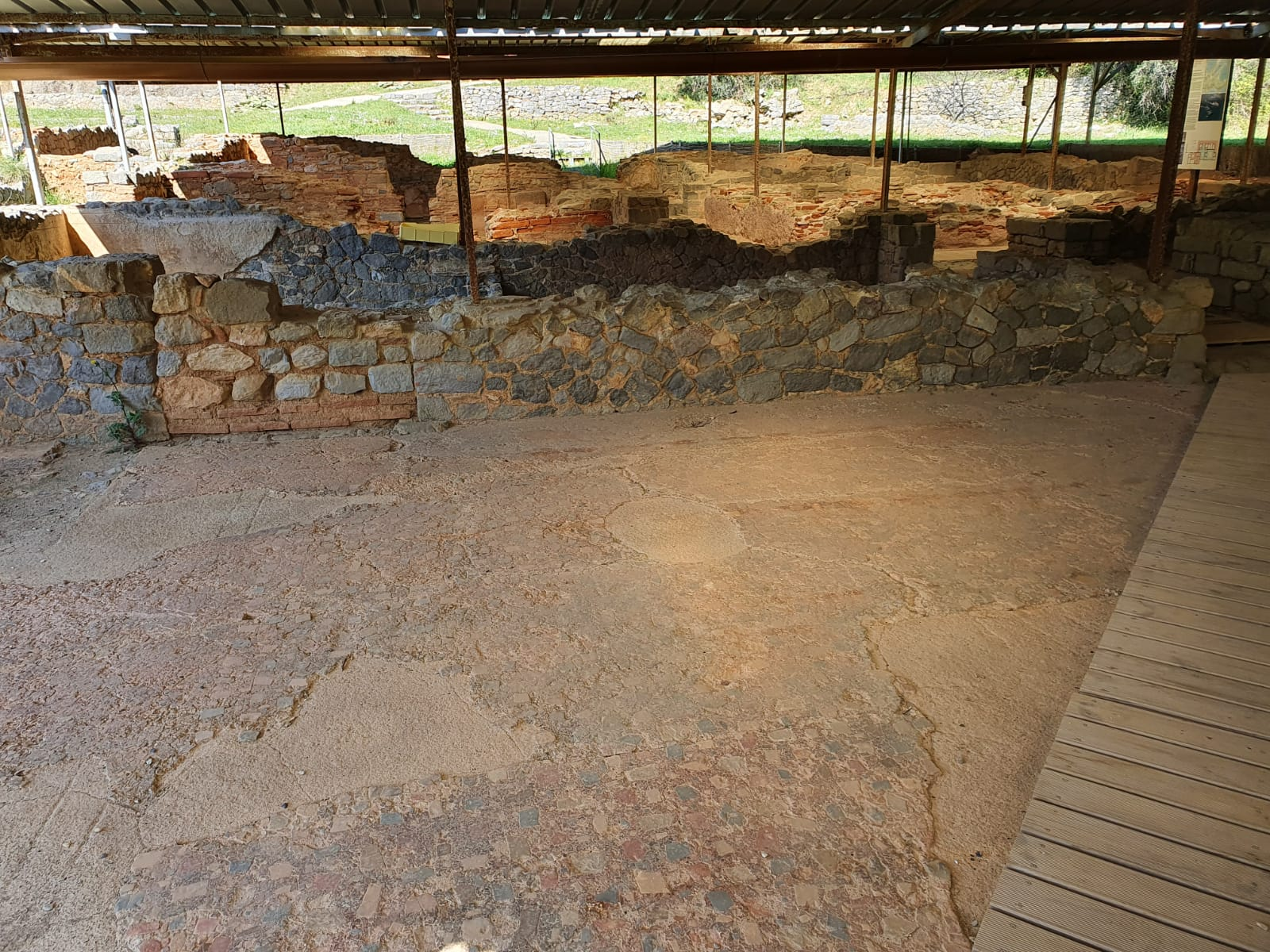
Ambienti con pavimento a mosaico
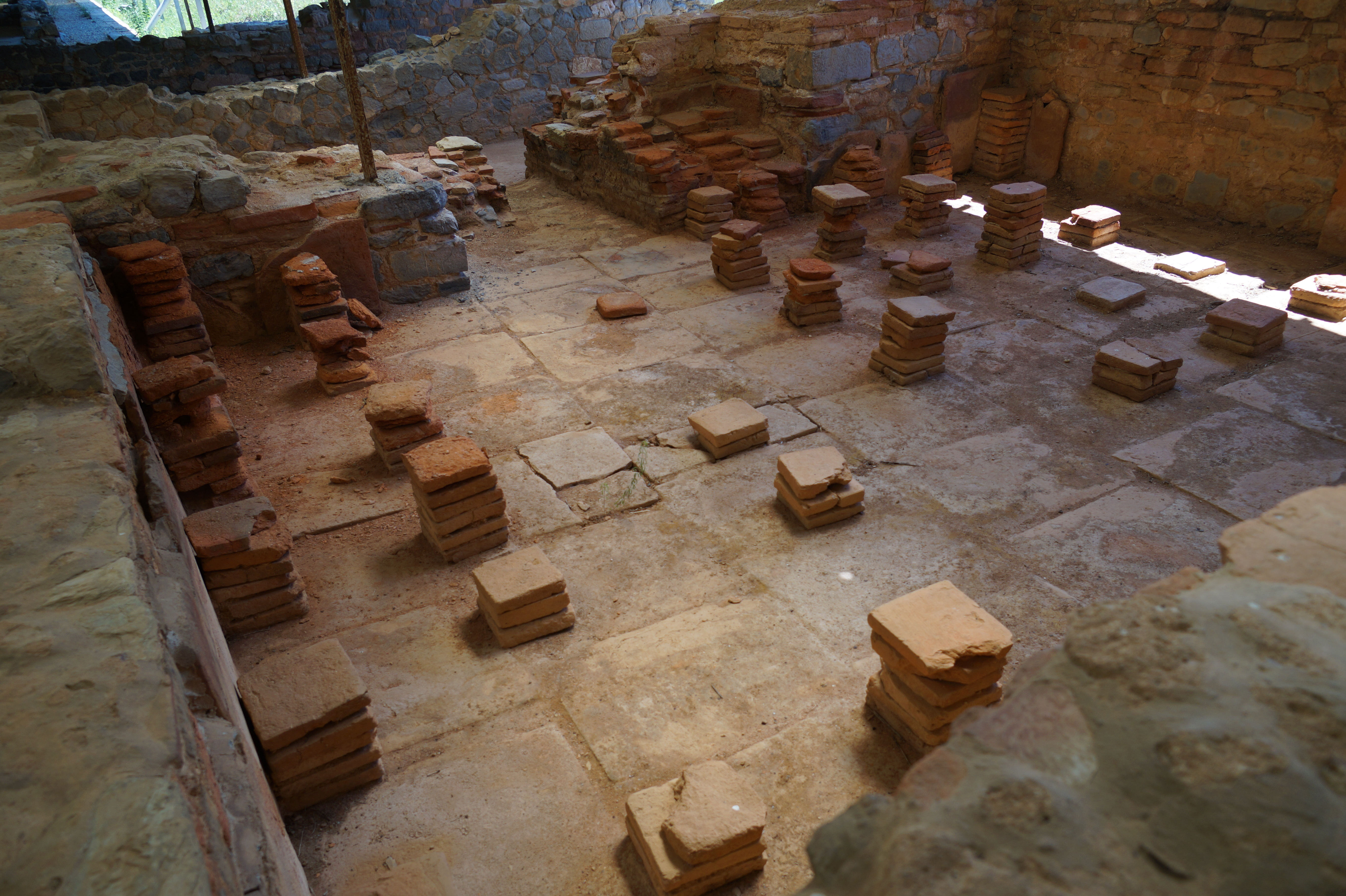
Impianto termale
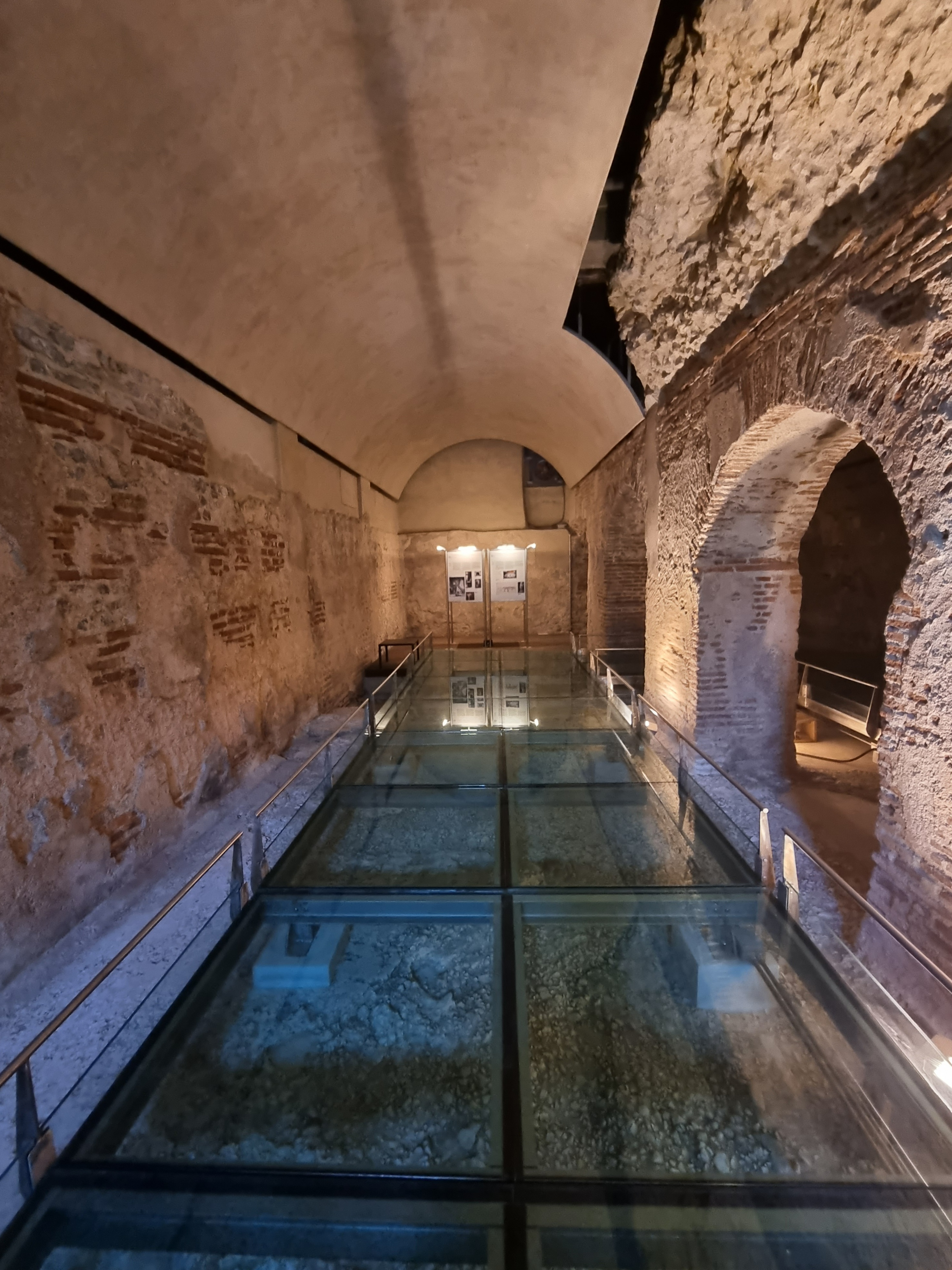
Cisterna a volta
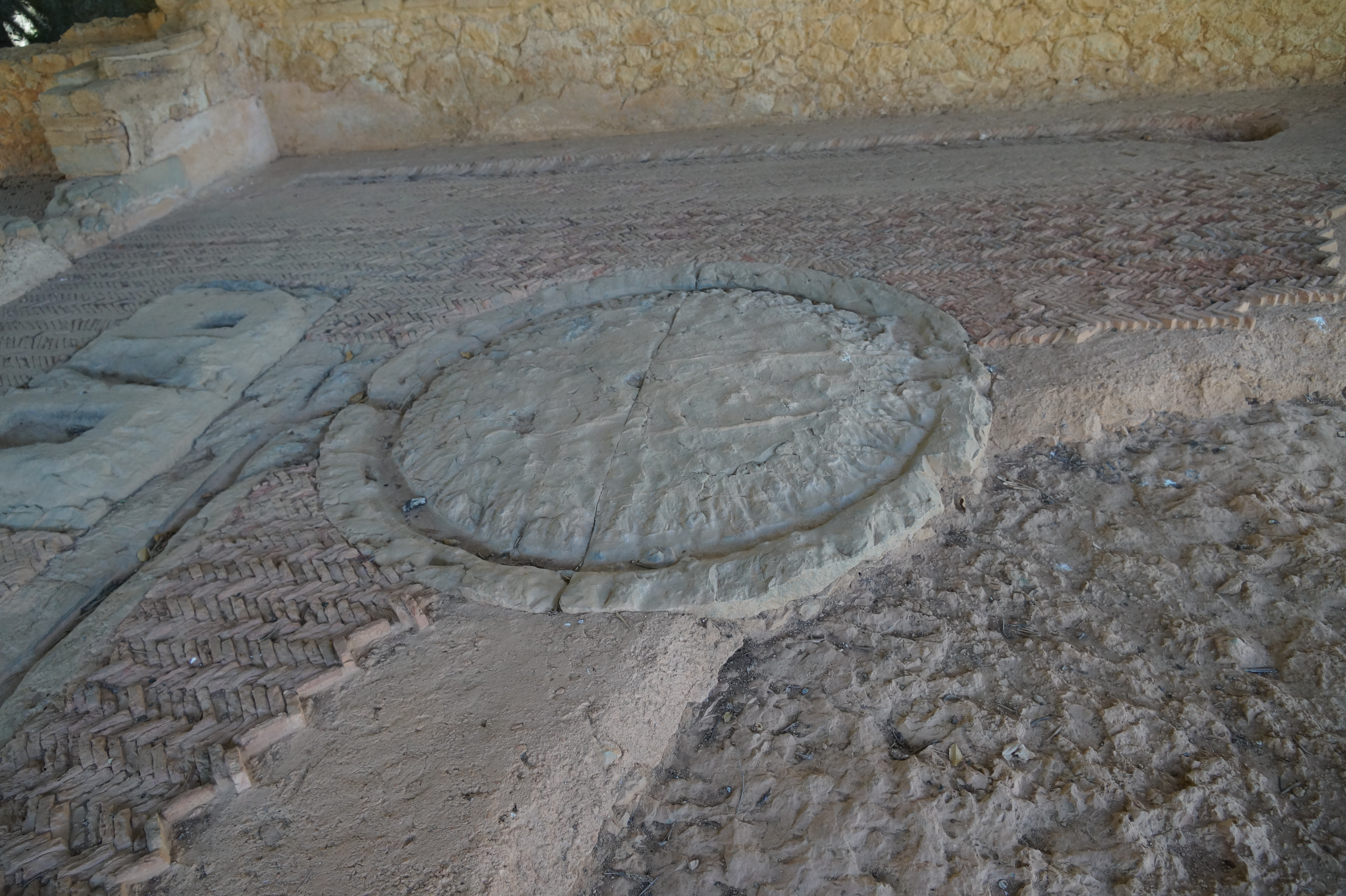
Basamento di torchio oleario
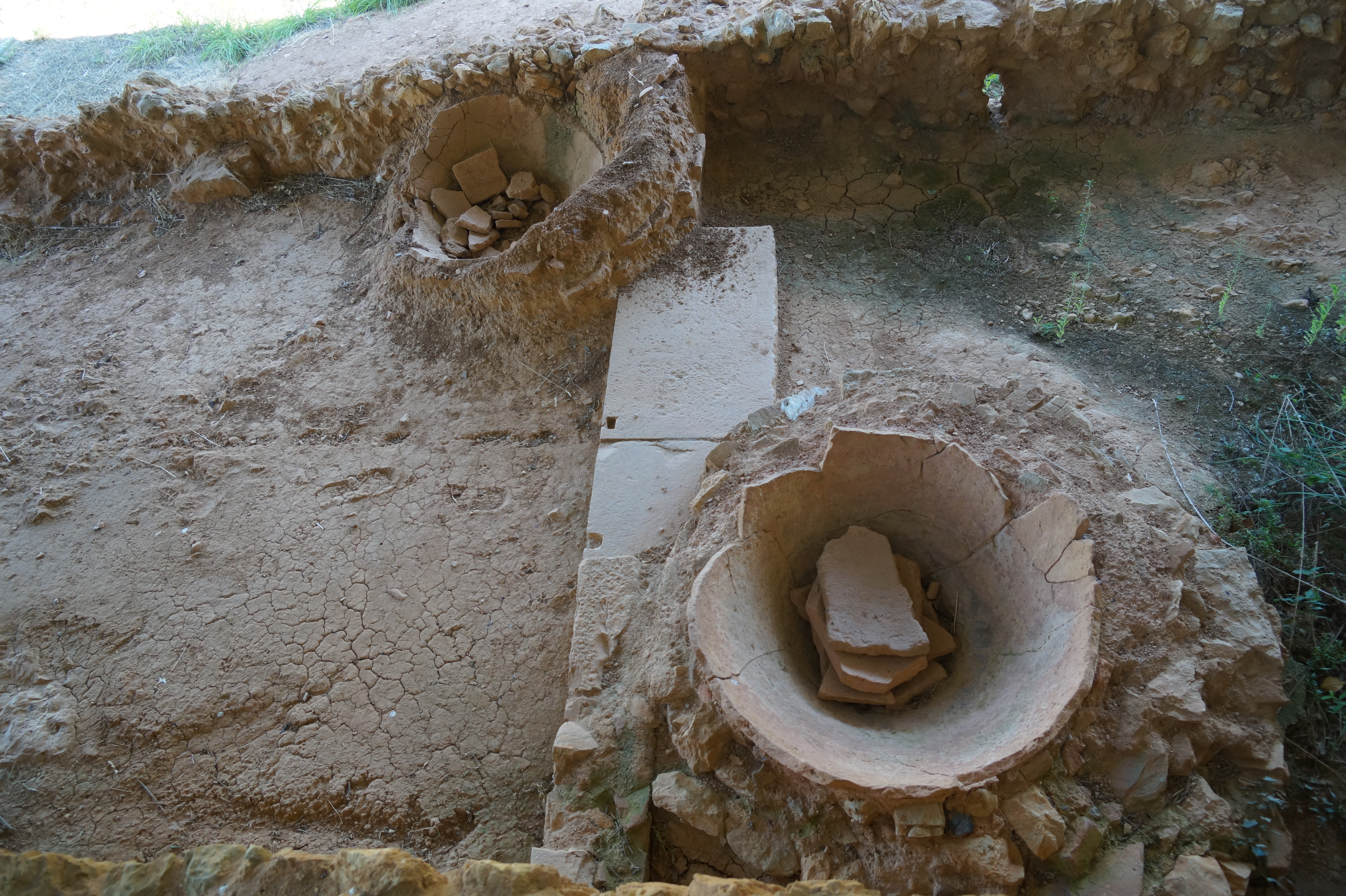
Cella olearia